# Delicate Arch
Delicate Arch est une arche naturelle de 20 mètres de hauteur, située dans le parc national des Arches près de la ville de Moab dans l'Utah aux États-Unis.

## Histoire
C'est la plus photographiée des 2 000 arches du parc. Les habitants de la région l’ont d’abord surnommée « culotte d’institutrice », puis « culotte de vieille fille » et enfin « jambière de cowboy ».
Elle est devenue le symbole de l’Utah : on la retrouve dessinée sur les plaques d’immatriculation, et sur un timbre commémorant le centenaire de la création de l'Utah en 1996. Le relais de la torche olympique des jeux d'hiver de 2002 est passé dessous.
Son nom lui a été attribué par Frank Beckwith au cours d’une de ses expéditions en 1933-1934. Son âge est estimé à 70 000 ans et son espérance de vie serait de 10 à 15 000 ans.
À cause de sa forme particulière, cette arche était connue comme les jambières ou la culotte d’institutrice par les cow-boys locaux. Son nom actuel lui a été donné par Frank Beckwith, responsable de l'expédition Arches National Monument Scientific Expedition qui a exploré cette zone durant l'hiver 1933-1934. À noter que l’anecdote prétendant que Delicate Arch et Landscape Arch ont vu leurs noms échangés à la suite d'une erreur de signalisation commise par le National Park Service est fausse.
L’arche n’a joué aucun rôle dans la désignation initiale de la zone en tant que monument national en 1929 et n’a pas été incluse dans les limites d’origine ; elle a été ajoutée lors de l'agrandissement du monument en 1938. Dans les années 1950, le Service des parcs nationaux a étudié la possibilité d'appliquer un revêtement plastique transparent sur l'arc pour le protéger de toute érosion et de sa destruction éventuelle. L'idée a finalement été abandonnée car elle était irréaliste,.

## Géologie
Delicate Arch est formée dans les grès Entrada (en). Le grès s'est progressivement détaché de la structure, sous l'action de l'érosion du vent, formant finalement la structure actuelle en forme d'arche. Les autres arches du parc ont été formées de la même façon.

## Randonnée
L'arche est à une distance de 4,8 km du parking.
Le Delicate Arch se trouve au bout d'un sentier de randonnée de 1,5 mile (2,4 km), modérément ardu, situé dans le parking du Wolfe Ranch. Prenant plus d'une heure dans chaque sens, le voyage aller-retour fait un peu plus de 3 miles de long (presque 5 km) et l'arche n'est pas visible sur ce sentier.
Le premier tiers de la randonnée se fait par un terrain accidenté et broussailleux et gagne légèrement en élévation. Le second tiers de la randonnée se fait le long de la roche et est ardu en raison de la montée, mais offre de belles vues de la vallée du sel. Des cairns (piles de rochers) ont été placés par les visiteurs et le personnel du parc comme repère puisque le chemin n'est pas balisé pour se rendre à l'arche, mais les visiteurs ont tendance à errer dans l'immense étendue de grès. Le dernier tiers de la randonnée est le plus accidenté, car les randonneurs ont maintenant presque atteint le «sommet» du plateau. L'arche est toujours invisible, et le sentier court autour des affleurements, à travers les arroyos et les arbres. Le sentier est relativement facile à suivre, mais serpente beaucoup autour de passages boueux et difficilement accessibles.
Durant l'automne 2004, le sentier suivait clairement le côté gauche (nord) du plateau et amenait les visiteurs le long d'une étroite étagère à environ 150 pieds (45 m) au-dessus d'un arroyo.
L'arc se profile soudainement au détour d'un virage et encadre les montagnes La Sal au sud-est. La zone autour de l'arche offre des vues sur l'étendue sud du parc et sur des falaises.

## Vie sauvage
Durant les mois d'été, des martinets à gorge blanche (Aeronautes saxatalis) nichent sur le sommet de l'arche.

## Dégradations
En mai 2006, le grimpeur Dean Potter a été le premier à grimper sur l'arche sans cordage ni protection. Selon les règles en vigueur à l'époque, l'ascension de Delicate Arch n'était pas explicitement interdite. Depuis cette montée, le service des parcs a fermé la faille en interdisant les montées sur toutes les arches nommées dans le parc. La polémique a éclaté lorsque les photographies prises après la montée de Potter ont semblé montrer des dommages causés par sa technique d'escalade appelée la moulinette. Potter a déclaré à plusieurs reprises qu'il n'a jamais utilisé cette technique sur l'arche et qu'aucune photo n'existe pour le prouver. Il est possible qu'un grimpeur précédent ait utilisé cette technique pour grimper sur l'arche, laissant ainsi les cicatrices de corde.

## Galerie

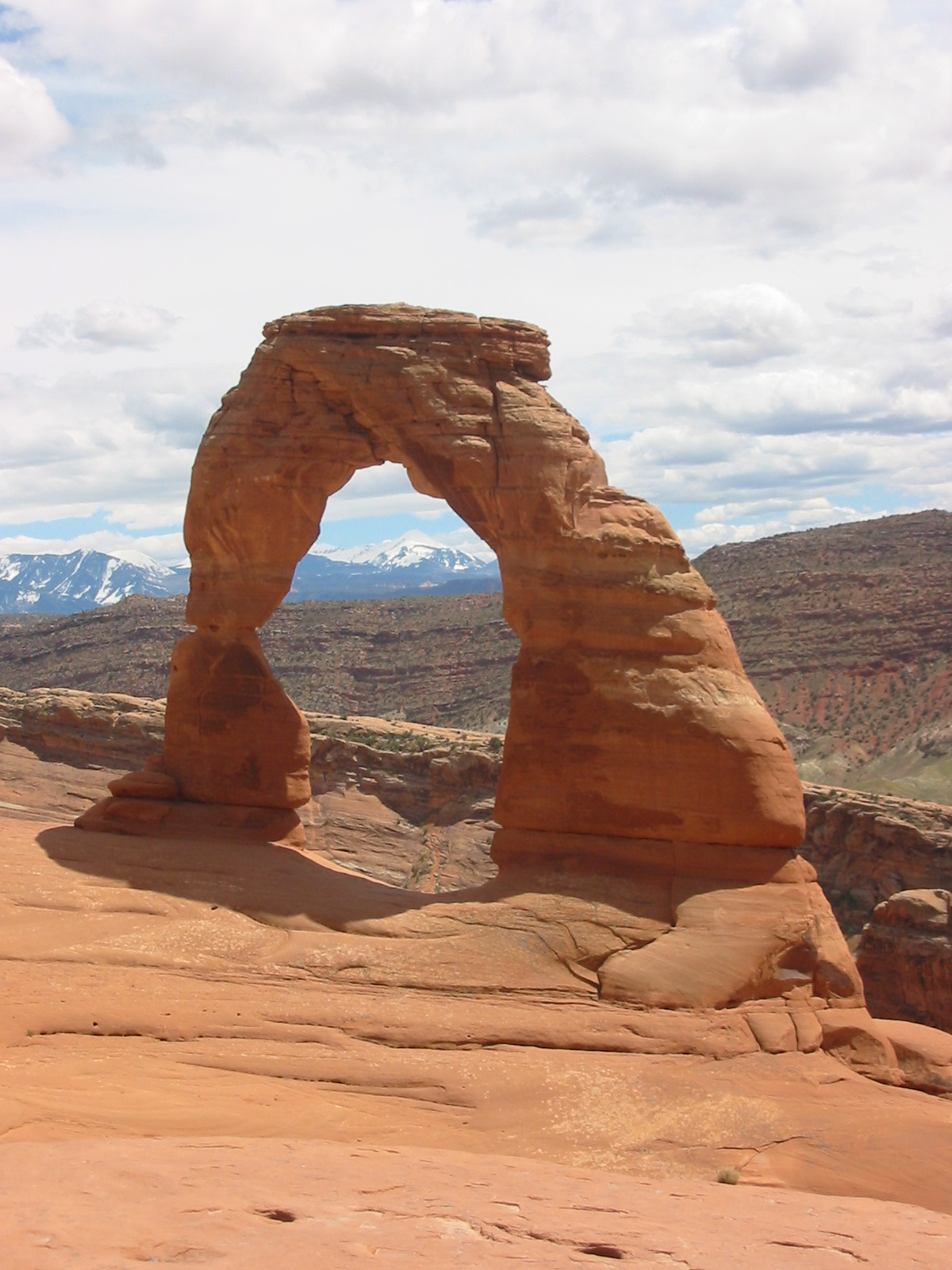
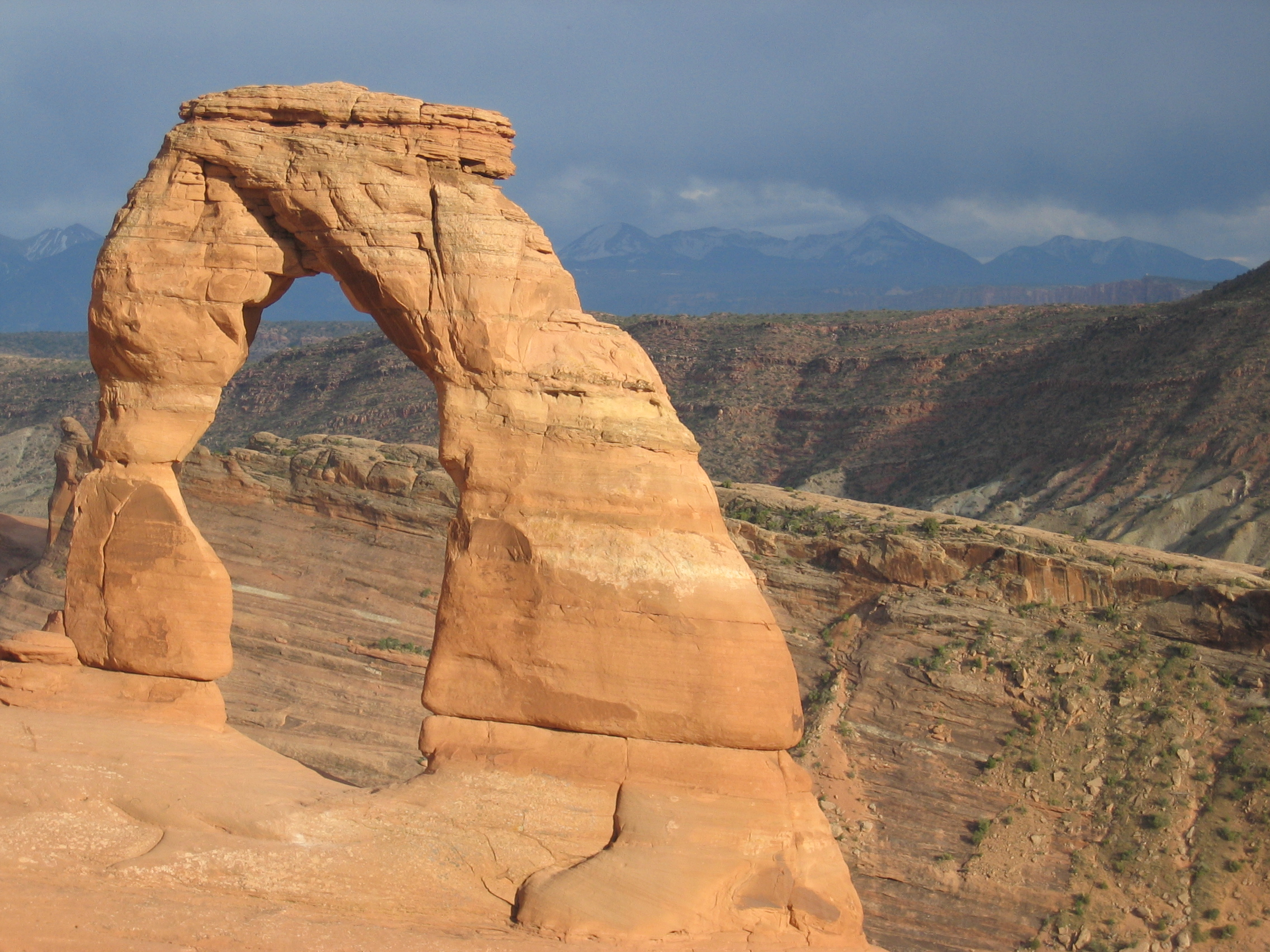
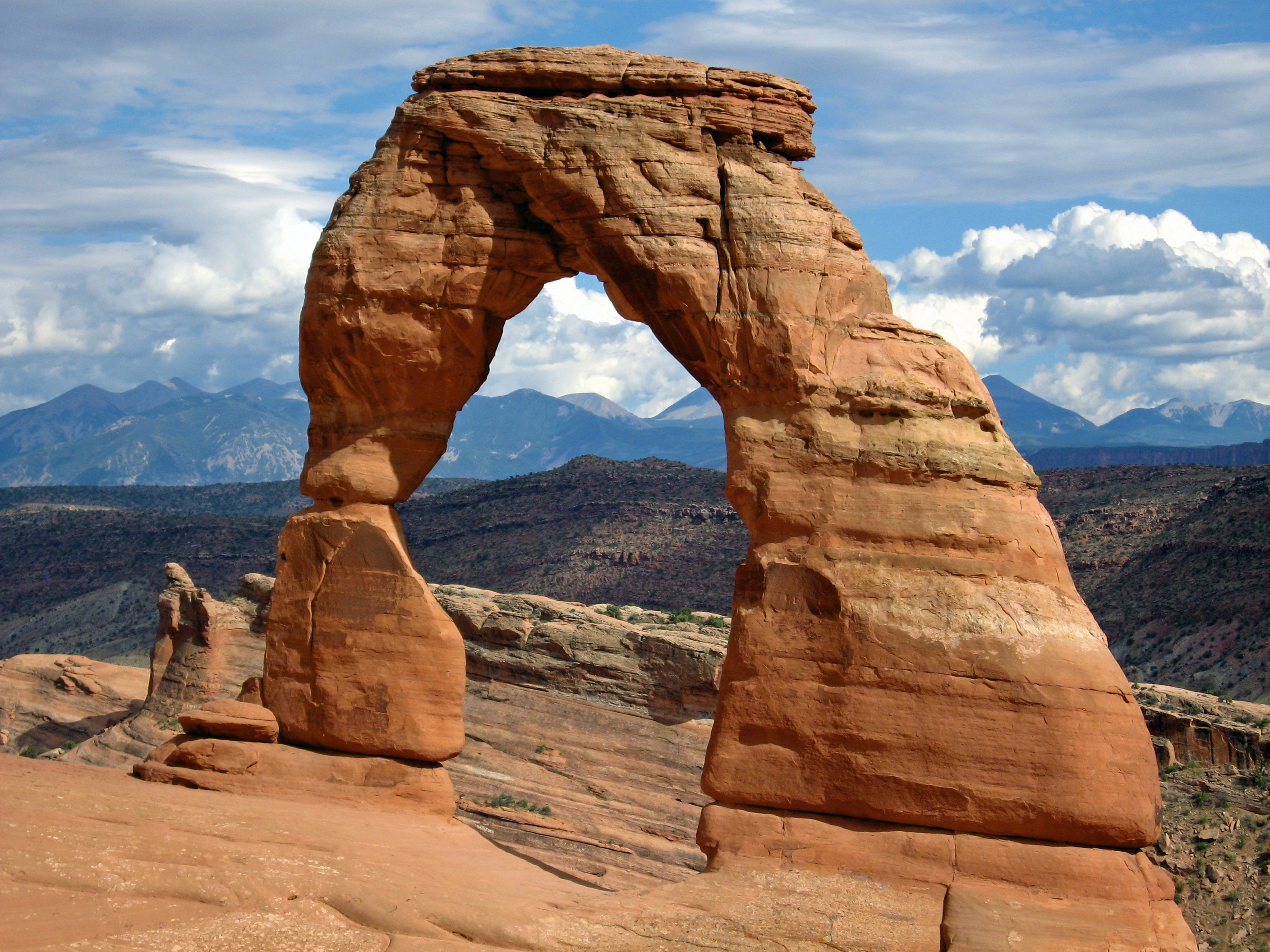
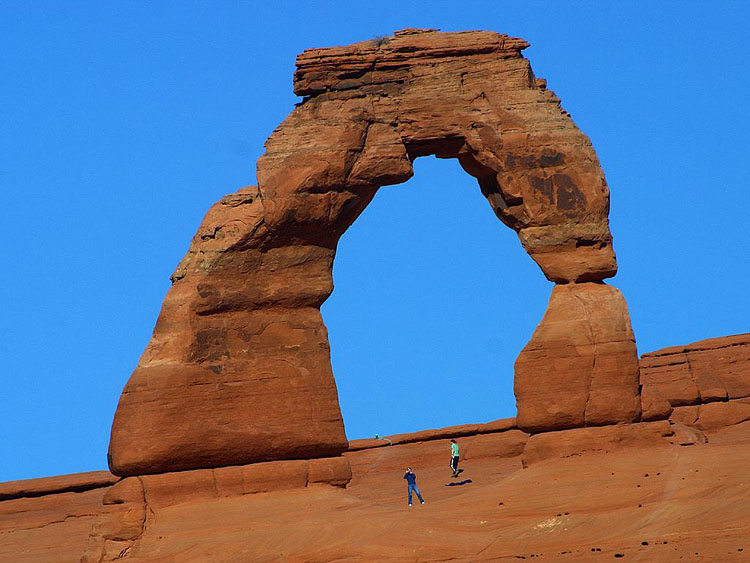
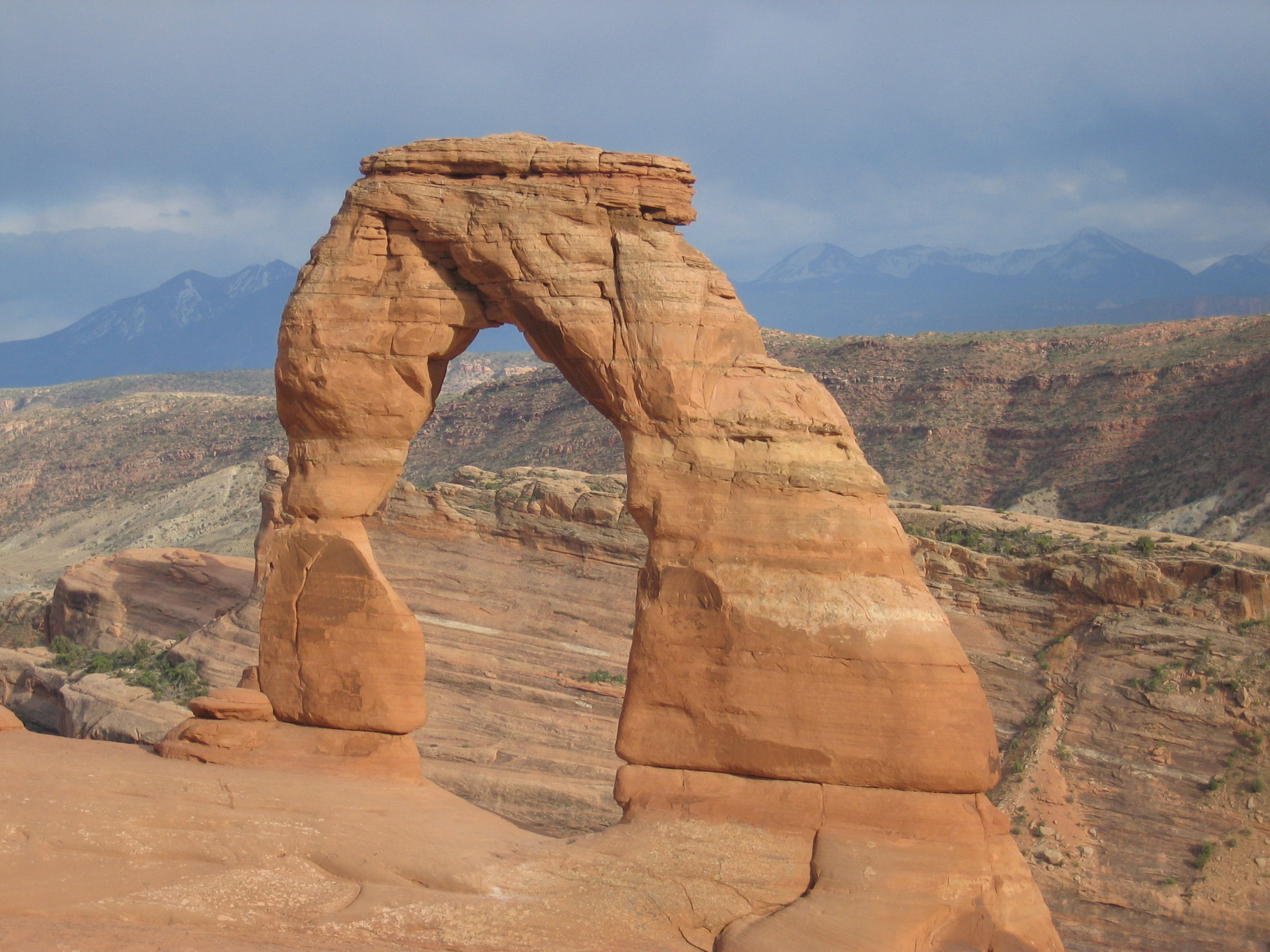
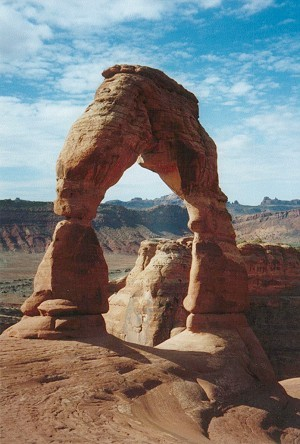
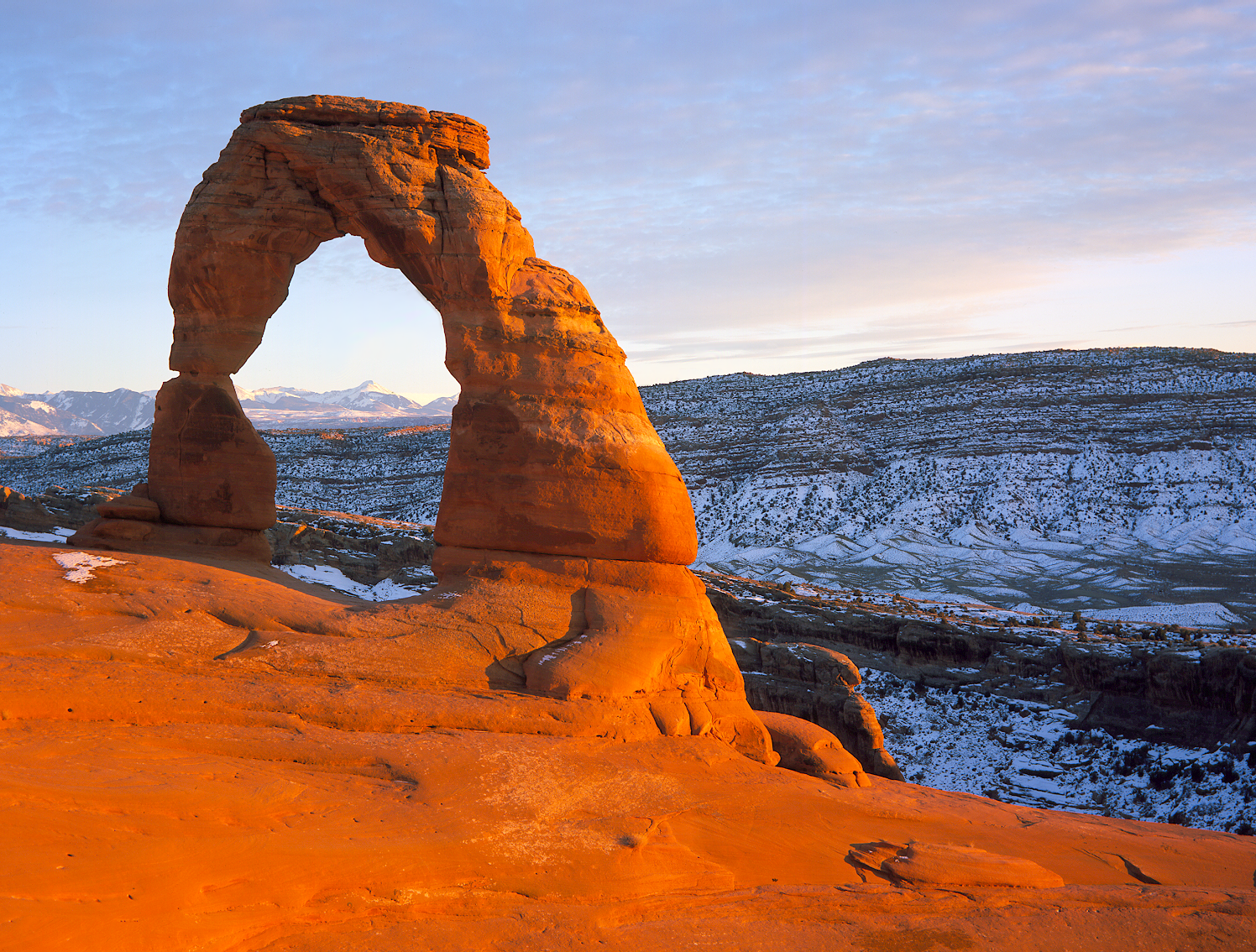